# Nati il 12 novembre
| Questa pagina contiene informazioni ricavate automaticamente dalle voci biografiche con l'ausilio del template Bio e di un bot. L'aggiornamento è periodico e automatico e ricostruisce completamente la pagina. Se manca una persona in questa lista, sei pregato di non aggiungerla, ma accertati piuttosto che la sua voce biografica contenga il template Bio e che i dati anagrafici siano correttamente compilati. Se il template Bio manca, inseriscilo tu stesso o, in alternativa, metti l'avviso {{tmp\|Bio}} che ne segnala la mancanza. Se i dati riportati sono sbagliati, correggi direttamente la voce biografica; le modifiche saranno visibili in questa lista entro pochi giorni. Per chiarimenti vedi il progetto biografie. La lista contiene solo le 1.062 persone che sono citate nell'enciclopedia e per le quali è stato implementato correttamente il template Bio. Pagina aggiornata al 17 ago 2025. |

## XV secolo(1)
- 1450 - Giacomo di Savoia-Romont, conte († 1486)

## XVI secolo(7)
- 1503 - Filippo duca del Palatinato-Neuburg, nobile tedesco († 1548)
- 1504 - Giambattista Giraldi Cinzio, letterato, poeta e drammaturgo italiano († 1573)
- 1524 - Diego de Landa, vescovo cattolico spagnolo († 1579)
- 1528 - Qi Jiguang, generale e scrittore cinese († 1588)
- 1547 - Claudia di Valois, principessa francese († 1575)
- 1553 - Simone Moschino, scultore e architetto italiano († 1610)
- 1574 - Isabella Gonzaga, nobildonna italiana († 1593)

## XVII secolo(18)
- 1615 - Richard Baxter, religioso britannico († 1691)
- 1628 - Elisabetta Querini, nobildonna italiana († 1709)
- 1640 - Matthias Kramer, linguista, lessicografo e grammatico tedesco († 1729)
- 1648 - Hector de Callière, funzionario francese († 1703)
- 1648 - Juana Inés de la Cruz, religiosa e poetessa messicana († 1695)
- 1657 - Anna Dorotea di Sassonia-Weimar, religiosa tedesca († 1704)
- 1660 - Francesco Maria de' Medici, nobile e cardinale italiano († 1711)
- 1662 - Francesco Barberini, cardinale e vescovo cattolico italiano († 1738)
- 1666 - Mary Astell, scrittrice e filosofa britannica († 1731)
- 1675 - Michail Michajlovič Golicyn, ufficiale russo († 1730)
- 1676 - Antonio Pollarolo, musicista e compositore italiano († 1746)
- 1679 - Firmin Abauzit, scrittore e teologo francese († 1767)
- 1679 - Thomas Philip Wallrad d'Alsace-Boussut de Chimay, cardinale e arcivescovo cattolico belga († 1759)
- 1683 - Anselm Franz von Ingelheim, vescovo cattolico tedesco († 1749)
- 1684 - Edward Vernon, ammiraglio inglese († 1757)
- 1690 - Ludovico Merlini, cardinale e arcivescovo cattolico italiano († 1762)
- 1694 - Augustine Washington, militare britannico († 1743)
- 1696 - Theophilus Hastings, IX conte di Huntingdon, nobile inglese († 1746)

## XVIII secolo(32)
- 1707 - Emmerich Joseph von Breidbach zu Bürresheim, arcivescovo cattolico tedesco († 1774)
- 1711 - Carlo de Marco, politico italiano († 1804)
- 1717 - Giuseppe Federico Guglielmo di Hohenzollern-Hechingen, principe († 1798)
- 1727 - Ivan Ivanovič Šuvalov, mecenate russo († 1797)
- 1729 - Francisco Javier Alegre, gesuita messicano († 1788)
- 1729 - Louis-Antoine de Bougainville, esploratore, navigatore e ammiraglio francese († 1811)
- 1730 - Caterina Gabrielli, soprano italiano († 1796)
- 1746 - Jacques Alexandre César Charles, scienziato e inventore francese († 1823)
- 1746 - Tiradentes, patriota brasiliano († 1792)
- 1755 - Sabine Hitzelberger, cantante lirica tedesca († 1815)
- 1755 - Gerhard von Scharnhorst, generale prussiano († 1813)
- 1756 - Simon Dekker, ammiraglio olandese († 1824)
- 1757 - Robert Willan, medico inglese († 1812)
- 1759 - Maria Petraccini, medico italiana († 1791)
- 1765 - Louis de Folleville, politico e magistrato francese († 1842)
- 1766 - Aleksandr Michajlovič Urusov, nobile e ufficiale russo († 1853)
- 1767 - Filippo Antonio Asinari di San Marzano, generale e diplomatico italiano († 1828)
- 1768 - Salvatore Dal Negro, fisico e presbitero italiano († 1839)
- 1769 - Amelia Opie, scrittrice britannica († 1853)
- 1770 - François Roguet, generale francese († 1846)
- 1773 - Giuseppe Gaetano Incontri, vescovo cattolico italiano († 1848)
- 1774 - Joachim Zachris Duncker, militare svedese († 1809)
- 1776 - Gaetano Gandolfi, anatomista e veterinario italiano († 1819)
- 1780 - Piet Retief, generale e politico boero († 1838)
- 1786 - Gaetano Magnolfi, imprenditore e filantropo italiano († 1867)
- 1787 - Pierre-Flavien Turgeon, arcivescovo cattolico canadese († 1867)
- 1788 - William Strickland, architetto, ingegnere e pittore statunitense († 1854)
- 1790 - Letitia Tyler, first lady statunitense († 1842)
- 1791 - Johann Ludwig Choulant, medico tedesco († 1861)
- 1791 - Louis-Étienne de Thouvenin, generale e inventore francese († 1882)
- 1792 - Vitaliano VIII Borromeo, nobile e naturalista italiano († 1874)
- 1795 - Thaddeus William Harris, entomologo statunitense († 1856)

## XIX secolo(165)
- 1805 - Adolphe Billault, politico e avvocato francese († 1863)
- 1809 - Ignazio Ribotti, militare e patriota italiano († 1864)
- 1811 - Vito d'Ondes Reggio, politico, giornalista e patriota italiano († 1885)
- 1812 - Salesio Pegrassi, scultore italiano († 1879)
- 1814 - William Weathers, vescovo cattolico britannico († 1895)
- 1815 - Elizabeth Cady Stanton, attivista statunitense († 1902)
- 1816 - Gustav von Leonhard, mineralogista e geologo tedesco († 1878)
- 1817 - Bahá'u'lláh, profeta e nobile iraniano († 1892)
- 1817 - Gustav Nottebohm, musicologo, compositore e pianista tedesco († 1882)
- 1819 - Monier Monier-Williams, linguista britannico († 1899)
- 1819 - Daniel Sanders, lessicografo tedesco († 1897)
- 1820 - Enrico Gagliardi, politico italiano († 1891)
- 1824 - Carlo De Cesare, magistrato e politico italiano († 1882)
- 1826 - Fanny Sadowski, attrice teatrale e impresaria teatrale italiana († 1906)
- 1826 - Alejandro Tapia y Rivera, poeta portoricano († 1882)
- 1827 - Gustav Adolf Merkel, organista e compositore tedesco († 1885)
- 1827 - Giuseppe Tassini, storico italiano († 1899)
- 1831 - Anton Kerner von Marilaun, botanico austriaco († 1898)
- 1831 - Dario Querci, pittore italiano († 1918)
- 1831 - William Hall Yale, politico statunitense († 1917)
- 1832 - Giambattista Intra, letterato italiano († 1907)
- 1832 - Enrico Narducci, bibliografo e bibliotecario italiano († 1893)
- 1832 - Georges Perrot, archeologo e grecista francese († 1914)
- 1833 - Aleksandr Porfir'evič Borodin, compositore e chimico russo († 1887)
- 1833 - Martín Rico, pittore spagnolo († 1908)
- 1835 - Charles Méray, matematico francese († 1911)
- 1836 - Zelia Trebelli-Bettini, cantante lirica francese († 1892)
- 1837 - Michael Bass, I barone Burton, filantropo e politico inglese († 1909)
- 1837 - Həsən bəy Zərdabi, giornalista azero († 1907)
- 1838 - Federigo Grossi, politico italiano († 1922)
- 1840 - Auguste Rodin, scultore e pittore francese († 1917)
- 1841 - Charles Jean Baptiste Collin-Mezin, liutaio francese († 1923)
- 1841 - Ladislaus von Szögyény-Marich, diplomatico e politico austriaco († 1916)
- 1842 - Ōyama Iwao, generale e politico giapponese († 1916)
- 1842 - Tomasa Ortiz Real, religiosa spagnola († 1916)
- 1842 - Franciszka Siedliska, religiosa polacca († 1902)
- 1842 - John William Strutt Rayleigh, fisico britannico († 1919)
- 1843 - Carlo Cataldi, prefetto e politico italiano († 1934)
- 1843 - Aristide Claris, giornalista francese († 1916)
- 1843 - Charles Alfred Payton, diplomatico e dirigente sportivo inglese († 1926)
- 1843 - Nicola Salvatore Dino, matematico italiano († 1919)
- 1848 - Febo Bottini, architetto italiano († 1927)
- 1848 - Eduard Müller, politico e avvocato svizzero († 1919)
- 1850 - Michail Ivanovič Čigorin, scacchista russo († 1908)
- 1850 - Juan Silvano Godoy, politico, scrittore e storico paraguaiano († 1926)
- 1850 - William Milligan Sloane, storico statunitense († 1928)
- 1850 - Teresa di Baviera, principessa († 1925)
- 1853 - Gregorio Gregorj, imprenditore e politico italiano († 1931)
- 1853 - Oskar Panizza, medico, scrittore e pubblicista tedesco († 1921)
- 1854 - Paul Édouard Pouradier-Duteil, generale francese († 1933)
- 1855 - Joaquim Augusto Mouzinho de Albuquerque, ufficiale portoghese († 1902)
- 1855 - Tito Tonoli, organaro italiano († 1897)
- 1856 - Joe Beverley, calciatore inglese († 1897)
- 1856 - Bernard Thomas Edward Clark, vescovo cattolico inglese († 1915)
- 1856 - Donato Raffaele Sbarretti Tazza, cardinale, arcivescovo cattolico e diplomatico italiano († 1939)
- 1857 - Constant Puyo, militare e fotografo francese († 1933)
- 1858 - Marija Konstantinovna Baškirceva, pittrice, scultrice e scrittrice russa († 1884)
- 1858 - Ernest Jean Aimé, generale francese († 1916)
- 1858 - Clopton Lloyd-Jones, crickettista e calciatore britannico († 1918)
- 1858 - Anthonie Cornelis Oudemans, biologo olandese († 1943)
- 1858 - Aleksander Szymkiewicz, architetto e politico polacco
- 1859 - Giacomo Gorrini, storico e diplomatico italiano († 1950)
- 1859 - Ludwig Stein, filosofo, sociologo e giornalista ungherese († 1930)
- 1860 - Domenico Guerrini, generale, scrittore e storico italiano († 1928)
- 1860 - Ola Hansson, poeta, scrittore e critico letterario svedese († 1925)
- 1861 - Georg Steindorff, egittologo tedesco († 1951)
- 1862 - Angelo Gagliano, mafioso italiano († 1930)
- 1862 - Maria Domenica Mantovani, religiosa italiana († 1934)
- 1862 - Theodor Ziehen, neurologo, psichiatra e filosofo tedesco († 1950)
- 1863 - Albert Bachmann, filologo, linguista e lessicografo svizzero († 1934)
- 1863 - Achille Bertarelli, collezionista d'arte e scrittore italiano († 1938)
- 1863 - Karl Wilhelm Dove, geografo, meteorologo e esploratore tedesco († 1922)
- 1863 - Giovanni Tacci Porcelli, cardinale e arcivescovo cattolico italiano († 1928)
- 1863 - Johannes Thienemann, ornitologo tedesco († 1938)
- 1864 - Jules Antoine Ronjat, filologo e linguista francese († 1925)
- 1864 - Stanislav Schulhof, poeta ceco († 1919)
- 1865 - Wilfrid Voynich, antiquario polacco († 1930)
- 1866 - Angiolo Silvio Novaro, poeta, scrittore e traduttore italiano († 1938)
- 1866 - Edward Alsworth Ross, sociologo e genetista statunitense († 1951)
- 1866 - Sun Yat-sen, politico cinese († 1925)
- 1866 - Carl Wilhelmson, pittore e fotografo svedese († 1928)
- 1867 - Francisco José Fernandes Costa, politico portoghese († 1925)
- 1867 - Valentine Hall, tennista statunitense († 1934)
- 1867 - Joseph McCabe, scrittore e oratore britannico († 1955)
- 1868 - Anna Missuna, geologa, mineralogista e paleontologa russa († 1922)
- 1868 - Francesco Scandone, storico italiano († 1957)
- 1870 - Glen MacDonough, scrittore, librettista e paroliere statunitense († 1924)
- 1871 - Victor Hugo de Azevedo Coutinho, politico portoghese († 1955)
- 1871 - Oronzo Caldarola, vescovo cattolico italiano († 1963)
- 1872 - Arnold Durig, fisiologo austriaco († 1961)
- 1872 - William Fay, attore e regista irlandese († 1947)
- 1874 - Bert Williams, attore e regista statunitense († 1922)
- 1875 - Du Xigui, ammiraglio e politico cinese († 1933)
- 1875 - Richard Neill, attore statunitense († 1970)
- 1876 - Henri Desfontaines, regista, attore e sceneggiatore francese († 1931)
- 1876 - Empedocle Restivo, giurista e politico italiano († 1938)
- 1877 - Emanuele Ponzio, militare e marinaio italiano († 1918)
- 1878 - Bino Binazzi, poeta italiano († 1930)
- 1878 - Adolfo Giaquinto, magistrato, avvocato e politico italiano († 1971)
- 1878 - Arturo Reghini, filosofo e esoterista italiano († 1946)
- 1879 - Cecil Chesterton, giornalista e opinionista inglese († 1918)
- 1880 - Nino Bazzetta de Vemenia, giornalista e scrittore italiano († 1951)
- 1880 - Enrique Olaya Herrera, politico colombiano († 1937)
- 1880 - Harold Rainsford Stark, ammiraglio statunitense († 1972)
- 1881 - Oscar Di Giamberardino, ammiraglio italiano († 1960)
- 1881 - Ulrich von Hassell, diplomatico tedesco († 1944)
- 1881 - Maximilian von Weichs, generale tedesco († 1954)
- 1882 - Marcel Berré, schermidore belga († 1957)
- 1882 - Giuseppe Antonio Borgese, germanista, giornalista e critico letterario italiano († 1952)
- 1882 - Maria Teresa di Borbone-Spagna, nobile spagnola († 1912)
- 1883 - Malcolm Champion, nuotatore neozelandese († 1939)
- 1883 - Victor Hitzel, calciatore francese († 1915)
- 1883 - Ferruccio Manganelli, pittore italiano († 1968)
- 1883 - Justin Vialaret, calciatore francese († 1916)
- 1884 - René Grandjean, aviatore e imprenditore svizzero († 1963)
- 1884 - John Graudenz, giornalista tedesco († 1942)
- 1884 - Annie Jennings, supercentenaria britannica († 1999)
- 1885 - Mangkunegara VII, sovrano indonesiano († 1944)
- 1885 - Harry F. Millarde, attore e regista statunitense († 1931)
- 1886 - Günter Oskar Dyhrenfurth, alpinista, geologo e fotografo tedesco († 1975)
- 1886 - Rad Kortenhorst, avvocato e politico olandese († 1963)
- 1886 - Alfonso d'Orléans, principe spagnolo († 1975)
- 1887 - Marion Polk Angellotti, scrittrice statunitense († 1975)
- 1888 - Biondo Biondi, giurista italiano († 1966)
- 1888 - Max Breunig, allenatore di calcio e calciatore tedesco († 1961)
- 1888 - Hans Howaldt, militare tedesco († 1970)
- 1888 - Svetislav Hođera, militare, aviatore e politico jugoslavo († 1961)
- 1888 - Hermann Tittel, generale tedesco († 1959)
- 1890 - Lily Kronberger, pattinatrice artistica su ghiaccio ungherese († 1977)
- 1891 - Władysław Bortnowski, generale polacco († 1966)
- 1891 - Seth Barnes Nicholson, astronomo statunitense († 1963)
- 1891 - Richard A. Whiting, compositore statunitense († 1938)
- 1892 - Jean Bayet, latinista francese († 1969)
- 1892 - Tudor Davies, tenore gallese († 1958)
- 1892 - Mary Baxter Ellis, militare britannico († 1968)
- 1892 - Giulio Lega, militare e aviatore italiano († 1973)
- 1892 - Sol Polito, direttore della fotografia italiano († 1960)
- 1892 - Dmitrij Vladimirovič Skobel'cyn, fisico sovietico († 1990)
- 1892 - Vladimir Striževskij, attore, sceneggiatore e regista russo († 1977)
- 1892 - Ragnar Wickström, calciatore finlandese († 1950)
- 1893 - Marga Cella, attrice italiana († 1964)
- 1893 - Frits Clausen, politico danese († 1947)
- 1893 - Ernesto Dominici, cantante lirico italiano († 1954)
- 1893 - Pasquale Frasconi, supercentenario italiano († 2004)
- 1893 - Moshe Menuhin, scrittore russo († 1983)
- 1894 - Paul Kohl, ciclista su strada e pistard tedesco († 1959)
- 1894 - Thorleif Schjelderup-Ebbe, zoologo e psicologo norvegese († 1976)
- 1894 - Eino Soinio, calciatore finlandese († 1973)
- 1895 - Manuel Alonso, tennista spagnolo († 1984)
- 1895 - Stefanino Curti, militare italiano († 1917)
- 1895 - Fridtjof Resberg, calciatore norvegese († 1983)
- 1896 - Sálim Ali, ornitologo indiano († 1987)
- 1896 - Angelo Davoli, mezzofondista e siepista italiano († 1978)
- 1896 - Flavio Scano, architetto e ingegnere italiano († 1952)
- 1897 - Alfred Aufdenblatten, sciatore di pattuglia militare e fondista svizzero († 1975)
- 1897 - Hans Deppe, regista, attore e produttore cinematografico tedesco († 1960)
- 1897 - Frederick Nymeyer, economista statunitense († 1971)
- 1898 - Walter Pagel, patologo e storico della scienza tedesco († 1983)
- 1898 - Carlo Repossi, politico italiano († 1973)
- 1898 - Leon Štukelj, ginnasta jugoslavo († 1999)
- 1899 - Sverre Hansen, lunghista norvegese († 1991)
- 1899 - Henriette Lannes, mistica e scrittrice francese († 1980)
- 1900 - Adile Hanimsultan, principessa ottomana († 1979)
- 1900 - Robert Afflerbach, calciatore svizzero († 1953)
- 1900 - Anthony Weldon, calciatore e allenatore di calcio scozzese († 1953)

## XX secolo(814)
- 1901 - Cinico Angelini, direttore d'orchestra, arrangiatore e violinista italiano († 1983)
- 1901 - Hans Grieder, ginnasta svizzero († 1995)
- 1901 - Adolfo Mengotti, calciatore svizzero († 1984)
- 1902 - Ireneo Fuser, organista, compositore e pianista italiano († 2003)
- 1902 - Adolfo Quilico, chimico italiano († 1982)
- 1902 - Rudolf Viertl, calciatore austriaco († 1981)
- 1903 - Jack Oakie, attore statunitense († 1978)
- 1904 - Franca Boni, attrice e soprano italiana († 1967)
- 1904 - Ciccio Errigo, poeta italiano († 1988)
- 1904 - Gwen Lee, attrice statunitense († 1961)
- 1904 - Henri-Irénée Marrou, storico francese († 1977)
- 1904 - Emilio Radius, giornalista, romanziere e saggista italiano († 1988)
- 1904 - Jacques Tourneur, regista e montatore francese († 1977)
- 1904 - Edmund Veesenmayer, generale tedesco († 1977)
- 1905 - Aramis Guelfi, politico italiano († 1977)
- 1906 - George Dillon, poeta e traduttore statunitense († 1968)
- 1906 - Bukka White, cantante e chitarrista statunitense († 1977)
- 1907 - Ernst Albrecht, calciatore tedesco († 1976)
- 1908 - Maceo Angeli, pittore italiano († 1991)
- 1908 - Harry Blackmun, giudice statunitense († 1999)
- 1908 - Ezio Brunetti, calciatore italiano
- 1908 - Kustaa Aadolf Inkeri, astronomo e matematico finlandese († 1997)
- 1908 - Hans Werner Richter, scrittore tedesco († 1993)
- 1909 - Manuel Agüero, schermidore argentino
- 1909 - Giovanni Giva Magnetti, calciatore italiano
- 1909 - Július Nemčík, pittore slovacco († 1986)
- 1910 - Patrick Bakker, pittore olandese († 1932)
- 1910 - Patesko, calciatore brasiliano († 1988)
- 1910 - Jenő Fekete, calciatore ungherese († 1964)
- 1910 - Renato Ferrini, pittore e disegnatore italiano († 2005)
- 1910 - Kurt Hoffmann, regista tedesco († 2001)
- 1910 - Edmund Majowski, allenatore di calcio e calciatore polacco († 1982)
- 1910 - Mario Mameli, aviatore italiano († 1936)
- 1910 - Solange Schwarz, danzatrice francese († 2000)
- 1910 - Teodoro Signorini, calciatore italiano
- 1911 - Buck Clayton, trombettista e musicista statunitense († 1991)
- 1911 - Josef Hantych, sollevatore cecoslovacco († 1997)
- 1912 - Max Glashoff, scrittore tedesco († 2008)
- 1912 - Tuffy Leemans, giocatore di football americano statunitense († 1979)
- 1912 - Mario Modotti, partigiano, operaio e antifascista italiano († 1945)
- 1912 - Magnús Pálsson, pallanuotista islandese († 1990)
- 1912 - Bernardino Echeverría Ruiz, cardinale e arcivescovo cattolico ecuadoriano († 2000)
- 1912 - Stanko Vuk, poeta e scrittore sloveno († 1944)
- 1913 - Nico Engelschman, attore, attivista e partigiano olandese († 1988)
- 1914 - Joaquín Arias, calciatore cubano
- 1914 - Roberto Cavanagh, giocatore di polo argentino († 2002)
- 1914 - Sylvi Saimo, canoista finlandese († 2004)
- 1914 - Edward Schillebeeckx, teologo e presbitero belga († 2009)
- 1914 - Peter Whitehead, pilota automobilistico britannico († 1958)
- 1915 - Roland Barthes, saggista, critico letterario e linguista francese († 1980)
- 1915 - Stelio Crise, bibliotecario, scrittore e critico letterario italiano († 1991)
- 1915 - Richard Ney, attore statunitense († 2004)
- 1916 - Bill Doran, pilota motociclistico britannico († 1973)
- 1916 - Liam Dunn, attore statunitense († 1976)
- 1916 - Paul Emery, pilota automobilistico britannico († 1993)
- 1916 - Tiola Silenzi, cantante italiana († 1947)
- 1916 - Vittorio Zironi, artigiano italiano († 1999)
- 1917 - Giorgio Maggi, militare italiano († 1941)
- 1917 - Jo Stafford, cantante statunitense († 2008)
- 1918 - Clemente Terni, compositore, organista e musicologo italiano († 2004)
- 1918 - Mátyás Tóth, calciatore ungherese († 2002)
- 1918 - George Wang, attore cinese († 2015)
- 1919 - Armando Da Roit, politico e alpinista italiano († 1998)
- 1919 - Alvar Ellegård, linguista e saggista svedese († 2008)
- 1919 - Umberto Florenzani, vescovo cattolico italiano († 1987)
- 1919 - Ray Kellogg, attore statunitense († 1981)
- 1919 - France Štiglic, regista e sceneggiatore sloveno († 1993)
- 1919 - Vittorio Calef, giornalista, poeta e scrittore italiano († 1964)
- 1920 - Elizaveta Bagrjanceva, discobola e allenatrice di atletica leggera sovietica († 1996)
- 1920 - Isa Belli Barsali, storica dell'arte italiana († 1986)
- 1920 - Giovanni Del Vento, militare e aviatore italiano († 1989)
- 1920 - Mattia Moreni, scultore e pittore italiano († 1999)
- 1920 - René Moreu, illustratore e pittore francese († 2020)
- 1920 - Richard Quine, attore, regista e paroliere statunitense († 1989)
- 1920 - Ireneo Vinciguerra, politico e medico italiano († 2002)
- 1921 - Antonia Campi, designer italiana († 2019)
- 1921 - Yves Gras, generale e storico francese († 2006)
- 1921 - Lars Gyllensten, scrittore svedese († 2006)
- 1922 - Zeffirino Ballardini, antifascista italiano († 1944)
- 1922 - Tadeusz Borowski, scrittore, poeta e giornalista polacco († 1951)
- 1922 - André Buffière, cestista e allenatore di pallacanestro francese († 2014)
- 1922 - Charlotte MacLeod, scrittrice canadese († 2005)
- 1922 - Kim Hunter, attrice statunitense († 2002)
- 1922 - Billy Reed, cestista e giocatore di baseball statunitense († 2005)
- 1922 - Lou Spicer, cestista statunitense († 1981)
- 1922 - Stanislav Zámečník, scrittore e storico ceco († 2011)
- 1922 - Knut Østby, canoista norvegese († 2010)
- 1923 - Aleksy Antkiewicz, pugile polacco († 2005)
- 1923 - Bob Brown, cestista statunitense († 2016)
- 1923 - José María Busto, calciatore e allenatore di calcio spagnolo († 2012)
- 1923 - Alirio Díaz, chitarrista venezuelano († 2016)
- 1923 - Loriot, comico e umorista tedesco († 2011)
- 1923 - Charlie Mariano, sassofonista statunitense († 2009)
- 1923 - Mike Sekowsky, fumettista statunitense († 1989)
- 1923 - Richard Venture, attore statunitense († 2017)
- 1924 - Ennio Battistelli, calciatore italiano
- 1924 - Sam Jones, contrabbassista e compositore statunitense († 1981)
- 1924 - Ennio Parrelli, avvocato e politico italiano († 2009)
- 1924 - Mario Scalise, iamatologo, traduttore e critico letterario italiano († 2003)
- 1924 - Gastone Zanon, calciatore italiano († 2016)
- 1925 - Gaetano Arfé, politico, giornalista e storico italiano († 2007)
- 1925 - Toivo Hyytiäinen, giavellottista finlandese († 1978)
- 1925 - Stanislav Kolíbal, artista, illustratore e scultore ceco
- 1925 - Jean Quertier, tennista britannica († 2019)
- 1925 - Emilio Sarzi Amadé, partigiano e giornalista italiano († 1989)
- 1925 - Heinz Schubert, attore tedesco († 1999)
- 1926 - Luigi Giglia, politico italiano († 1983)
- 1926 - Lee Ki-joo, calciatore sudcoreano († 1996)
- 1926 - Rodolfo Pini, calciatore uruguaiano († 2000)
- 1927 - Jack Butler, giocatore di football americano statunitense († 2013)
- 1927 - David Butler, sceneggiatore scozzese († 2006)
- 1927 - Rosalina Neri, attrice e cantante lirica italiana († 2024)
- 1927 - Rinaldo Settembrino, allenatore di calcio e calciatore italiano († 1979)
- 1927 - František Šťastný, pilota motociclistico cecoslovacco († 2000)
- 1927 - Yutaka Taniyama, matematico giapponese († 1958)
- 1928 - Luigi Nicolò Castellana, numismatico italiano
- 1928 - Silvio Garattini, oncologo e farmacologo italiano
- 1928 - Maureen Gardner, ostacolista britannica († 1974)
- 1928 - Rino Lavelli, maratoneta e mezzofondista italiano
- 1928 - Geo Mantegazza, ingegnere, imprenditore e dirigente sportivo svizzero († 2024)
- 1928 - Hanneli Goslar, superstite dell'Olocausto tedesca († 2022)
- 1928 - Johan Polak, editore, saggista e traduttore olandese († 1992)
- 1928 - Piero Terracina, dirigente d'azienda e superstite dell'Olocausto italiano († 2019)
- 1929 - Adriano Corrente, calciatore italiano († 2017)
- 1929 - Michael Ende, scrittore tedesco († 1995)
- 1929 - Ríkharður Jónsson, allenatore di calcio e calciatore islandese († 2017)
- 1929 - Grace Kelly, attrice e modella statunitense († 1982)
- 1929 - Peter Lamont, scenografo e direttore artistico britannico († 2020)
- 1929 - Abdoulaye Seye Moreau, cestista, arbitro di pallacanestro e dirigente sportivo senegalese († 2020)
- 1929 - Francesco Pantaleoni, calciatore italiano († 2008)
- 1929 - Ivo Pavone, fumettista italiano († 2020)
- 1929 - Hind Rostom, attrice egiziana († 2011)
- 1930 - Mico Cundari, attore e doppiatore italiano
- 1930 - Tonke Dragt, scrittrice e illustratrice olandese († 2024)
- 1930 - Norman Johnson, matematico statunitense († 2017)
- 1931 - Majida Boulila, attivista tunisina († 1952)
- 1931 - Dick Clair, attore e produttore televisivo statunitense († 1988)
- 1931 - Bob Crewe, cantautore e produttore discografico statunitense († 2014)
- 1931 - Frank Harrison, calciatore inglese († 1981)
- 1931 - Tat'jana Konjuchova, attrice sovietica († 2024)
- 1931 - Stanislav Lusk, canottiere cecoslovacco († 1987)
- 1931 - Norman Mineta, politico statunitense († 2022)
- 1931 - Mary Louise Wilson, attrice, cantante e commediografa statunitense
- 1932 - Nasser Givehchi, lottatore iraniano († 2017)
- 1932 - Vitol'd Kreer, triplista sovietico († 2020)
- 1932 - Carmen Munroe, attrice britannica
- 1932 - Weldy Olson, hockeista su ghiaccio statunitense († 2023)
- 1932 - Anthony Michael Pilla, vescovo cattolico statunitense († 2021)
- 1932 - Kjell Saga, calciatore norvegese († 2022)
- 1932 - Ajan Gasanovna Šachmalieva, regista sovietica († 1999)
- 1933 - Lorenzo Ceregato, pittore italiano († 2020)
- 1933 - Romano Forleo, ginecologo, sessuologo e politico italiano († 2025)
- 1933 - Borislav Ivkov, scacchista serbo († 2022)
- 1933 - Peter Post, pistard, ciclista su strada e dirigente sportivo olandese († 2011)
- 1933 - Bruno Sacco, designer italiano († 2024)
- 1933 - Mohamed Alí Seineldín, militare argentino († 2009)
- 1933 - Shūtarō Shōji, cestista e allenatore di pallacanestro giapponese († 2017)
- 1933 - Hiroshi Suzuki, trombonista giapponese († 2020)
- 1933 - Jalal Talabani, politico e guerrigliero iracheno († 2017)
- 1933 - Diane Watson, politica statunitense
- 1934 - Hans-Georg Kiupel, calciatore tedesco orientale († 2018)
- 1934 - Jean-Claude Lecante, ciclista su strada francese
- 1934 - Charles Manson, criminale statunitense († 2017)
- 1934 - Jacobo Morales, attore, scrittore e poeta portoricano
- 1934 - Joanna Olczak Ronikier, scrittrice polacca
- 1934 - R.C. Owens, giocatore di football americano e cestista statunitense († 2012)
- 1934 - Fides Romanin, fondista italiana († 2019)
- 1934 - Leonid Štejn, scacchista sovietico († 1973)
- 1934 - Vavá, calciatore e allenatore di calcio brasiliano († 2002)
- 1935 - Franco Bentivogli, sindacalista italiano
- 1935 - Bruno D'Argenio, geologo italiano
- 1935 - Madeleine Fischer, attrice svizzera († 2020)
- 1935 - Ljudmila Markovna Gurčenko, attrice sovietica († 2011)
- 1935 - Billy Knight, ex tennista britannico
- 1935 - Attilio Maseri, cardiologo e filantropo italiano († 2021)
- 1935 - Young Vivian, politico niueano
- 1935 - Dragoljub Čirić, scacchista serbo († 2014)
- 1936 - Mario Barbero, scrittore e giornalista italiano
- 1936 - Paolo Barsacchi, politico italiano († 1986)
- 1936 - Lucia Berlin, scrittrice statunitense († 2004)
- 1936 - Dante Castellazzi, calciatore italiano († 2018)
- 1936 - Erina Russo de Caro, storica, giornalista e scrittrice italiana († 2021)
- 1937 - Ina Balin, attrice statunitense († 1990)
- 1937 - Pino Colizzi, attore, doppiatore e direttore del doppiaggio italiano
- 1937 - Elda Ferri, produttrice cinematografica italiana
- 1937 - Mills Lane, personaggio televisivo, arbitro di pugilato e giurista statunitense († 2022)
- 1937 - Richard Truly, astronauta statunitense († 2024)
- 1937 - Gene Wiley, ex cestista statunitense
- 1938 - Benjamin Mkapa, politico tanzaniano († 2020)
- 1938 - Raphaël Ruiz, ex cestista francese
- 1938 - Mort Shuman, cantante, compositore e produttore discografico statunitense († 1991)
- 1938 - Angelo Stella, italianista e filologo italiano († 2023)
- 1938 - Władysław Szuzkiewicz, canoista polacco († 2007)
- 1938 - Steve Tshwete, politico sudafricano († 2002)
- 1939 - Pier Cesare Baretti, giornalista e dirigente sportivo italiano († 1987)
- 1939 - George Blaney, ex cestista e allenatore di pallacanestro statunitense
- 1939 - Emilio Molinari, politico italiano († 2025)
- 1939 - Lucia Poppová, soprano slovacco († 1993)
- 1940 - Marina Apollonio, artista italiana
- 1940 - Jurandir de Freitas, calciatore brasiliano († 1996)
- 1940 - Amjad Khan, attore e regista indiano († 1992)
- 1940 - Ria Lubbers, olandese († 2024)
- 1940 - Fares Maakaroun, arcivescovo cattolico libanese
- 1940 - Marcello Mugnaini, ex ciclista su strada italiano
- 1940 - Francesco Polizio, politico e avvocato italiano
- 1940 - Salvatore Riela, politico italiano
- 1940 - Ivan Saidenberg, fumettista brasiliano († 2009)
- 1940 - Piotr Sobotta, ex altista polacco
- 1940 - Donald William Wuerl, cardinale e arcivescovo cattolico statunitense
- 1941 - Mae-Wan Ho, genetista cinese († 2016)
- 1941 - Cristina Peri Rossi, scrittrice, poetessa e giornalista uruguaiana
- 1941 - Angelo Quattrocchi, attivista, scrittore e giornalista italiano († 2009)
- 1941 - Nino Soprano, cantante italiano
- 1941 - Madeleine St John, scrittrice australiana († 2006)
- 1941 - Chris Welch, giornalista, scrittore e critico musicale britannico
- 1942 - Jean Bengué, cestista e politico centrafricano († 2015)
- 1942 - Luigi Farina, ex calciatore italiano
- 1942 - Paulinho da Viola, cantante, chitarrista e compositore brasiliano
- 1942 - Janette Turner Hospital, scrittrice australiana
- 1942 - Dobromir Žečev, allenatore di calcio e ex calciatore bulgaro
- 1943 - Roberto Franzon, allenatore di calcio e ex calciatore italiano
- 1943 - Brian Hyland, cantante statunitense
- 1943 - Valerie Leon, attrice britannica
- 1943 - Angelo Rizzoli, editore, imprenditore e produttore cinematografico italiano († 2013)
- 1943 - Wallace Shawn, attore, doppiatore e commediografo statunitense
- 1943 - François-Joël Thiollier, pianista francese
- 1943 - Björn Waldegård, pilota di rally svedese († 2014)
- 1944 - Paolo Bernardi, hockeista su ghiaccio italiano († 2015)
- 1944 - Ramón Cabrera Argüelles, vescovo cattolico filippino
- 1944 - Ken Houston, ex giocatore di football americano statunitense
- 1944 - Marijke Jansen, ex tennista olandese
- 1944 - Booker T. Jones, organista, polistrumentista e compositore statunitense
- 1944 - Stefano Scandolara, paroliere e produttore discografico italiano († 1986)
- 1945 - Hanan Al Shaykh, scrittrice libanese
- 1945 - Michael Bishop, scrittore di fantascienza statunitense († 2023)
- 1945 - George Eaton, ex pilota automobilistico canadese
- 1945 - Stanislav Hočevar, arcivescovo cattolico sloveno
- 1945 - Christian Marty, aviatore e sportivo francese († 2000)
- 1945 - Charles Millon, diplomatico e politico francese
- 1945 - Gianfranco Notargiacomo, artista italiano
- 1945 - Judith Roitman, matematica, poetessa e insegnante statunitense
- 1945 - Dale Schlueter, cestista statunitense († 2014)
- 1945 - Neil Young, cantautore e chitarrista canadese
- 1946 - Giuseppe Dipaola, politico italiano
- 1946 - Arrigo Dolso, calciatore italiano († 2015)
- 1946 - Krister Henriksson, attore svedese
- 1946 - Keith Mitchell, politico grenadino
- 1946 - Stefano Simoncelli, schermidore e dirigente sportivo italiano († 2013)
- 1946 - Oleg Yesayan, politico karabakho
- 1947 - Corrado Alunni, terrorista italiano († 2022)
- 1947 - Carlos Ezquerra, fumettista spagnolo († 2018)
- 1947 - Sue Gossick, ex tuffatrice statunitense
- 1947 - Kōichi Itagaki, imprenditore e astronomo giapponese
- 1947 - Patrice Leconte, regista, attore e fumettista francese
- 1947 - Mansour Rashidi, ex calciatore iraniano
- 1947 - Buck Dharma, chitarrista statunitense
- 1947 - Helmut Schäfer, ex calciatore tedesco
- 1948 - Valentina Bottarelli, ex maratoneta e fondista di corsa in montagna italiana
- 1948 - Banjō Ginga, doppiatore giapponese
- 1948 - Cliff Harris, ex giocatore di football americano statunitense
- 1948 - Otepa Kalambay, calciatore della Repubblica Democratica del Congo († 2024)
- 1948 - Renato Luchitta, ex calciatore italiano
- 1948 - Mafonso, pittore italiano († 2019)
- 1948 - Claudio Risi, regista e sceneggiatore italiano († 2020)
- 1948 - Hassan Rouhani, politico iraniano
- 1948 - Arturo Sosa Abascal, presbitero venezuelano
- 1948 - Eduardo Aguero Zapata, compositore, pianista e clavicembalista argentino († 2008)
- 1949 - Gregory Michael Aymond, arcivescovo cattolico statunitense
- 1949 - Rino Di Meglio, sindacalista italiano
- 1949 - Charlie Lowery, ex cestista statunitense
- 1949 - Renato Martini, maratoneta e mezzofondista italiano († 2016)
- 1949 - Fausto Polidori, allenatore di pallavolo italiano
- 1949 - Haroon Rahim, ex tennista pakistano
- 1949 - Jack Reed, politico, militare e avvocato statunitense
- 1949 - Gilberto Squizzato, giornalista, regista e autore televisivo italiano
- 1949 - Wang Fuli, attrice cinese
- 1950 - Barbara Fairchild, cantautrice statunitense
- 1950 - Hideyuki Tanaka, attore e doppiatore giapponese
- 1951 - Billy Harris, cestista statunitense († 2010)
- 1951 - Niels Sørensen, ex calciatore danese
- 1951 - Mauro Tarchi, politico italiano
- 1952 - Fulvia Bandoli, politica italiana
- 1952 - Vincenzo Barba, politico italiano
- 1952 - Steve Bartkowski, giocatore di football americano statunitense
- 1952 - Cesare Ercole, politico italiano († 2024)
- 1952 - Ernie Fletcher, politico e fisico statunitense
- 1952 - Max Grodénchik, attore statunitense
- 1952 - Gene Haas, imprenditore statunitense
- 1952 - Laurence Juber, chitarrista inglese
- 1952 - Stuart Lane, rugbista a 15 britannico
- 1952 - Madiagne Ndiaye, ex cestista senegalese
- 1952 - Francisco Sanjosé, ex calciatore spagnolo
- 1952 - Teodoro Fernández Pérez, ex calciatore argentino
- 1952 - Pierre Whalon, vescovo anglicano e vescovo vetero-cattolico statunitense
- 1952 - Vjačeslav Zajcev, pallavolista e allenatore di pallavolo sovietico († 2023)
- 1953 - David Azzopardi, ex calciatore maltese
- 1953 - Daniele Baldelli, disc jockey italiano
- 1953 - Marcello Colafigli, mafioso italiano
- 1953 - Vasilīs Karras, cantante greco († 2023)
- 1953 - Baaba Maal, cantautore, chitarrista e percussionista senegalese
- 1953 - Attilio Riondato, pilota motociclistico italiano
- 1954 - Kader Abdolah, scrittore iraniano
- 1954 - Jurij Kara, regista russo († 2025)
- 1954 - Paul McNamee, allenatore di tennis e ex tennista australiano
- 1954 - Christopher Pike, scrittore statunitense
- 1954 - Maria Rita Viaggi, annunciatrice televisiva e cantautrice italiana († 2024)
- 1955 - Francesca Gherardi, zoologa italiana († 2013)
- 1955 - Louan Gideon, attrice statunitense († 2014)
- 1955 - Claudio Grassi, politico italiano
- 1955 - Miloš Hrstić, allenatore di calcio e ex calciatore jugoslavo
- 1955 - Harald Maack, attore e regista teatrale tedesco
- 1955 - Imee Marcos, politica, autrice televisiva e produttrice televisiva filippina
- 1955 - Tullio Morganti, tecnico del suono italiano
- 1955 - Luis Oroño, ex cestista e allenatore di pallacanestro argentino
- 1955 - Ellekappa, vignettista italiana
- 1955 - Mariella Virgilio, ex calciatrice italiana
- 1955 - Ike Willis, cantante e chitarrista statunitense
- 1956 - Jean-Christophe Balouet, ornitologo e paleontologo francese († 2021)
- 1956 - Ruth Behar, antropologa, scrittrice e regista cubana
- 1956 - Linky Boshoff, ex tennista sudafricana
- 1956 - William Chang, costumista, montatore e scenografo hongkonghese
- 1956 - Măndica Ciubăncan, ex cestista rumena
- 1956 - Pavla Davidová, ex cestista cecoslovacca
- 1956 - Kōji Gushiken, ex ginnasta giapponese
- 1956 - Han Myeong-u, ex lottatore sudcoreano
- 1956 - Stefano Parisi, manager e ex politico italiano
- 1956 - Tadahiko Taira, pilota motociclistico giapponese
- 1957 - Cécilia Attias, first lady francese
- 1957 - Norman Black, ex cestista e allenatore di pallacanestro statunitense
- 1957 - Chelsia Chan, cantante, attrice e compositrice hongkonghese
- 1957 - Tony Cunningham, ex calciatore giamaicano
- 1957 - Andrée A. Michaud, scrittrice e drammaturga canadese
- 1957 - Karen Ziemba, ballerina, cantante e attrice statunitense
- 1957 - Gábor Zsiborás, calciatore ungherese († 1993)
- 1958 - Alessio Coppola, fumettista italiano
- 1958 - Brigitte Deydier, ex judoka francese
- 1958 - Roberto Marini, fumettista italiano
- 1958 - Megan Mullally, attrice, conduttrice televisiva e comica statunitense
- 1958 - Silvano Pivotto, ex calciatore italiano
- 1958 - Claudio Sardo, giornalista e scrittore italiano
- 1958 - Giglio Zarattini, pittore e politico italiano († 2004)
- 1959 - Alejandro Pablo Benna, vescovo cattolico argentino
- 1959 - José Damen, ex nuotatrice olandese
- 1959 - Kristaq Eksarko, ex calciatore albanese
- 1959 - Vincent Irizarry, attore televisivo statunitense
- 1959 - Massimo Lodolo, doppiatore, direttore del doppiaggio e attore italiano
- 1959 - Toshihiko Sahashi, musicista giapponese
- 1959 - Sergeý Stwkaşov, ex calciatore sovietico
- 1960 - Franz Krauspenhaar, scrittore, poeta e musicista italiano
- 1960 - Maurane, cantante e attrice belga († 2018)
- 1960 - Tracey Moffatt, fotografa e artista australiana
- 1960 - Antonella Ossorio, scrittrice italiana
- 1960 - Kevin Ratcliffe, ex calciatore, allenatore di calcio e critico televisivo gallese
- 1960 - Elio Vito, politico italiano
- 1961 - Jacqueline Badran, imprenditrice e politica svizzera
- 1961 - Mohammed Ben Sulayem, imprenditore, dirigente sportivo e ex pilota di rally emiratino
- 1961 - Nadia Comăneci, ex ginnasta rumena
- 1961 - Enzo Francescoli, dirigente sportivo e ex calciatore uruguaiano
- 1961 - Giovanna Giordano, scrittrice e giornalista italiana
- 1961 - Sergej Grišaev, ex cestista e allenatore di pallacanestro sovietico
- 1961 - Demo Morselli, trombettista, polistrumentista e compositore italiano
- 1961 - Atsushi Natori, dirigente sportivo e ex calciatore giapponese
- 1961 - Christopher Reich, scrittore svizzero
- 1961 - Danny Thomas, ex calciatore inglese
- 1962 - Jon Dough, attore pornografico statunitense († 2006)
- 1962 - Wim Kieft, ex calciatore olandese
- 1962 - Willibald Ruttensteiner, allenatore di calcio, dirigente sportivo e ex calciatore austriaco
- 1962 - Neal Shusterman, scrittore e sceneggiatore statunitense
- 1962 - Naomi Wolf, giornalista e scrittrice statunitense
- 1963 - Alex Carter, attore canadese
- 1963 - Damon Galgut, scrittore sudafricano
- 1963 - Bethany Hall-Long, politica statunitense
- 1963 - Detlef Hofmann, ex canoista tedesco
- 1963 - Sam Lloyd, attore, musicista e cantante statunitense († 2020)
- 1963 - Cinzia Savi Scarponi, ex nuotatrice italiana
- 1963 - Susumu Terajima, attore giapponese
- 1964 - Thomas Berthold, allenatore di calcio e ex calciatore tedesco
- 1964 - Vic Chesnutt, cantautore statunitense († 2009)
- 1964 - David Ellefson, bassista statunitense
- 1964 - Jakob Hlasek, ex tennista cecoslovacco
- 1964 - Michael Kremer, economista statunitense
- 1964 - Paolo Lasca, ex hockeista su ghiaccio italiano
- 1964 - Eric Nylund, scrittore statunitense
- 1965 - Tacita Dean, artista britannica
- 1965 - Cheikh Bamba Dièye, politico senegalese
- 1965 - Lex Lang, doppiatore e direttore del doppiaggio statunitense
- 1965 - Renatus Leonard Nkwande, arcivescovo cattolico tanzaniano
- 1965 - Nick Schenk, sceneggiatore statunitense
- 1965 - Federico Varese, criminologo italiano
- 1966 - Joseph Allon, ex calciatore inglese
- 1966 - Gisella Cozzo, cantautrice australiana
- 1966 - Andrej Dundukov, ex combinatista nordico sovietico
- 1966 - Ade Mafe, ex velocista britannico
- 1966 - Andrzej Majewski, scrittore, fotografo e sceneggiatore polacco
- 1966 - Anette Norberg, giocatrice di curling svedese
- 1966 - Andy Thorn, allenatore di calcio e ex calciatore inglese
- 1966 - Jeff Zients, dirigente d'azienda, funzionario e politico statunitense
- 1967 - Iryna Chalip, giornalista, scrittrice e attivista bielorussa
- 1967 - Andy Clement, allenatore di calcio e ex calciatore gallese
- 1967 - Disco Inferno, wrestler statunitense
- 1967 - Andrés Estrada, ex calciatore colombiano
- 1967 - Gianni Girotto, politico italiano
- 1967 - Gerald Glass, ex cestista statunitense
- 1967 - Eric Hayes, ex giocatore di football americano statunitense
- 1967 - Henk-Jan Held, allenatore di pallavolo e ex pallavolista olandese
- 1967 - Ann Lee, cantante britannica
- 1967 - Michael Moorer, ex pugile statunitense
- 1967 - Grant Nicholas, cantante, chitarrista e compositore gallese
- 1967 - Mihhail Rõtšagov, scacchista estone
- 1967 - Takuya Takagi, allenatore di calcio e ex calciatore giapponese
- 1967 - Giovanni Tommasi Ferroni, pittore italiano
- 1968 - Lorenzo Acquaviva, attore e produttore teatrale italiano
- 1968 - Jim Buccheri, ex giocatore di baseball statunitense
- 1968 - Riccardo Cangini, imprenditore e autore di videogiochi italiano
- 1968 - Nick D'Virgilio, polistrumentista statunitense
- 1968 - Graziano Facchini, cantante e compositore italiano
- 1968 - Kathleen Hanna, cantante e attivista statunitense
- 1968 - Aya Hisakawa, doppiatrice e cantante giapponese
- 1968 - Joe Levins, ex sciatore alpino statunitense
- 1968 - Max Mazzotta, attore e regista italiano
- 1968 - Antonio Ottaiano, cantautore e attore teatrale italiano
- 1968 - Jan Ove Pedersen, allenatore di calcio e ex calciatore norvegese
- 1968 - Stefano Ricci, musicista italiano
- 1968 - Sharon Shannon, musicista irlandese
- 1968 - Ricky Sinz, ex attore pornografico, disc jockey e produttore discografico statunitense
- 1968 - Sammy Sosa, ex giocatore di baseball dominicano
- 1968 - Aaron Stainthorpe, cantante inglese
- 1969 - Romāns Abžinovs, calciatore lettone († 1993)
- 1969 - Cho Jung-hyun, calciatore sudcoreano († 2022)
- 1969 - Mietta, cantante, attrice e scrittrice italiana
- 1969 - Çariýar Muhadow, ex calciatore turkmeno
- 1969 - Tomas N'evergreen, cantante danese
- 1969 - José David Rangel, allenatore di calcio e ex calciatore messicano
- 1970 - Simona Renata Baldassarre, politica italiana
- 1970 - Sarah Harmer, cantautrice canadese
- 1970 - Cécile Locatelli, allenatrice di calcio e ex calciatrice francese
- 1970 - Yves Mankel, ex slittinista tedesco
- 1970 - Craig Parker, attore neozelandese
- 1970 - Tonya Harding, ex pattinatrice artistica su ghiaccio e ex pugile statunitense
- 1970 - Harvey Stephens, attore britannico
- 1970 - Oscar Strasnoy, compositore francese
- 1970 - Ben Weyts, politico belga
- 1971 - Heather Burge, ex cestista statunitense
- 1971 - Heidi Burge, ex cestista statunitense
- 1971 - Chen Guangcheng, attivista cinese
- 1971 - Wendy Divine, ex attrice pornografica statunitense
- 1971 - Linley Frame, ex nuotatrice australiana
- 1971 - Carlos José García, ex calciatore venezuelano
- 1971 - Mitja Kunc, allenatore di sci alpino e ex sciatore alpino sloveno
- 1971 - Achilleas Mamatziolas, ex cestista greco
- 1971 - Gert Thys, maratoneta sudafricano
- 1971 - Rebecca Wisocky, attrice statunitense
- 1972 - Jesús Chávez, pugile messicano
- 1972 - Ruslan Tagirovič Chučbarov, terrorista russo († 2004)
- 1972 - Hüseyin Eroğlu, allenatore di calcio e ex calciatore turco
- 1972 - Reynaldo Gianecchini, attore e modello brasiliano
- 1972 - Damien Jurado, musicista e cantautore statunitense
- 1972 - Jani Soininen, ex saltatore con gli sci finlandese
- 1972 - Ol'ga Straževa, ex ginnasta sovietica
- 1972 - Vasilīs Tsiartas, ex calciatore greco
- 1972 - Xiao Jiangang, ex sollevatore cinese
- 1973 - Oren Aharoni, allenatore di pallacanestro, dirigente sportivo e ex cestista israeliano
- 1973 - Nasser Al-Khelaïfi, imprenditore, dirigente sportivo e politico qatariota
- 1973 - Sandra Azón, velista spagnola
- 1973 - Ibrahim Ba, allenatore di calcio e ex calciatore francese
- 1973 - Simone Bauer, schermitrice tedesca
- 1973 - Francesco Clementini, ex calciatore italiano
- 1973 - Stephan Enter, scrittore olandese
- 1973 - Francisco Esteche, ex calciatore paraguaiano
- 1973 - Janina Frostell, cantante e modella finlandese
- 1973 - Mayte Garcia, ballerina, cantante e attrice statunitense
- 1973 - Egil Gjelland, biatleta norvegese
- 1973 - Stéphane Glas, ex rugbista a 15 e allenatore di rugby a 15 francese
- 1973 - Gerard Greene, giocatore di snooker britannico
- 1973 - Ralph Intranuovo, ex hockeista su ghiaccio canadese
- 1973 - Manlio Messina, politico italiano
- 1973 - Filippo Messori, ex tennista italiano
- 1973 - Radha Mitchell, attrice australiana
- 1973 - Paul Ratcliffe, ex canoista britannico
- 1974 - Lourdes Benedicto, attrice statunitense
- 1974 - Alessandro Birindelli, dirigente sportivo, allenatore di calcio e ex calciatore italiano
- 1974 - Matteo Cavagnini, cestista italiano
- 1974 - Manoel Felciano, attore statunitense
- 1974 - Mihona Fujii, fumettista giapponese
- 1974 - Pablo Guede, allenatore di calcio e ex calciatore argentino
- 1974 - Tamala Jones, attrice statunitense
- 1974 - Ralf Krewinkel, politico olandese
- 1974 - Tyrone Marshall, ex calciatore giamaicano
- 1974 - Mirko Müller, ex pattinatore artistico su ghiaccio tedesco
- 1974 - Kingsley Obiekwu, ex calciatore nigeriano
- 1974 - Emily de Riel, ex pentatleta statunitense
- 1974 - Daniele Vaschi, chitarrista, cantante e conduttore radiofonico italiano
- 1975 - Guy Branum, attore, comico e sceneggiatore statunitense
- 1975 - Jason Lezak, ex nuotatore statunitense
- 1975 - Edvin Murati, ex calciatore albanese
- 1975 - Andrae Patterson, ex cestista e allenatore di pallacanestro statunitense
- 1975 - Exia Shelford, rugbista a 15 e allenatrice di rugby a 15 neozelandese
- 1975 - Dario Šimić, dirigente sportivo e ex calciatore croato
- 1975 - Alvin Young, ex cestista statunitense
- 1976 - Anatolij Abdula, arbitro di calcio ucraino
- 1976 - Tevin Campbell, cantante e pianista statunitense
- 1976 - Judith Holofernes, cantautrice e chitarrista tedesca
- 1976 - Richelle Mead, scrittrice statunitense
- 1976 - Alin Minteuan, allenatore di calcio e ex calciatore rumeno
- 1976 - Letizia Nuzzo, nuotatrice artistica italiana
- 1976 - İlhan Palut, allenatore di calcio, dirigente sportivo e ex calciatore turco
- 1976 - Mirosław Szymkowiak, ex calciatore polacco
- 1976 - Dimosthenis Tampakos, ex ginnasta greco
- 1976 - Evgenija Čirikova, attivista e ambientalista russa
- 1977 - Kavita K. Barjatya, produttore cinematografico indiano
- 1977 - James Borrego, allenatore di pallacanestro statunitense
- 1977 - Soeli Garvão Zakrzeski, ex cestista brasiliana
- 1977 - Paul Hanley, ex tennista australiano
- 1977 - Dalene Kurtis, modella statunitense
- 1977 - Christoph Marik, schermidore austriaco
- 1977 - Benni McCarthy, allenatore di calcio e ex calciatore sudafricano
- 1977 - Nima Nourizadeh, regista iraniano
- 1977 - Rosa Rakotozafy, ex ostacolista e velocista malgascia
- 1977 - Davide Rummolo, ex nuotatore italiano
- 1978 - Eric Addo, ex calciatore ghanese
- 1978 - Alia Janine, ex attrice pornografica statunitense
- 1978 - Nicolas Giraud, attore e regista francese
- 1978 - Sri Indriyani, ex sollevatrice indonesiana
- 1978 - Alexandra Maria Lara, attrice rumena
- 1978 - Nicola Marconi, ex tuffatore italiano
- 1978 - Nancy Meendering, ex pallavolista statunitense
- 1978 - Miguel Ángel Ferrer, allenatore di calcio e ex calciatore spagnolo
- 1978 - Lars Ivar Moldskred, calciatore norvegese
- 1978 - Sharmeen Obaid-Chinoy, regista, produttrice cinematografica e attivista pakistana
- 1978 - Dorota Osińska, cantante polacca
- 1978 - Giuseppe Ottaviani, disc jockey e produttore discografico italiano
- 1978 - Giorgio Salati, scrittore, sceneggiatore e fumettista italiano
- 1978 - Matt Schnobrich, canottiere statunitense
- 1978 - Céline Sciamma, regista e sceneggiatrice francese
- 1978 - Ashley Williams, attrice statunitense
- 1978 - Lena Yada, modella, attrice e surfista statunitense
- 1979 - An Sang-mi, ex pattinatrice di short track sudcoreana
- 1979 - Matt Cappotelli, wrestler statunitense († 2018)
- 1979 - Kōstas Charisīs, ex cestista greco
- 1979 - Tommaso Chiecchi, ex calciatore italiano
- 1979 - Lucas Glover, golfista statunitense
- 1979 - Hikmat Hashimov, ex calciatore uzbeko
- 1979 - Paola Lavini, attrice italiana
- 1979 - Corey Maggette, ex cestista statunitense
- 1979 - Katalin Marosi, ex tennista ungherese
- 1979 - Gabriel Mercedes, taekwondoka dominicano
- 1979 - Suzana Milovanović, ex cestista serba
- 1979 - DJ Esco, disc jockey e produttore discografico statunitense
- 1979 - Cian O'Connor, cavaliere irlandese
- 1979 - Kristīne Opolais, cantante lirica e soprano lettone
- 1979 - Agnese Ozoliņa, ex nuotatrice lettone
- 1979 - Silvester Sabolčki, calciatore croato († 2003)
- 1979 - Muntazar al-Zaydi, giornalista iracheno
- 1979 - Cote de Pablo, attrice e modella cilena
- 1980 - Ines Ajanović, ex cestista serba
- 1980 - Isabellah Andersson, ex maratoneta keniota
- 1980 - Julie Berengier, schermitrice francese
- 1980 - Lance Briggs, giocatore di football americano statunitense
- 1980 - Maya Diab, cantante e personaggio televisivo libanese
- 1980 - Ryan Gosling, attore, produttore cinematografico e cantante canadese
- 1980 - Charlie Hodgson, rugbista a 15 inglese
- 1980 - Simone Koot, pallanuotista olandese
- 1980 - Robert Malcolm, ex calciatore scozzese
- 1980 - Héctor Mancilla, allenatore di calcio e ex calciatore cileno
- 1980 - Rémo Meyer, ex calciatore svizzero
- 1980 - Benoît Pedretti, allenatore di calcio e ex calciatore francese
- 1980 - Alexander Satschko, ex tennista e allenatore di tennis tedesco
- 1980 - Gustaf Skarsgård, attore svedese
- 1981 - Annika Becker, ex astista tedesca
- 1981 - Tomasz Bednarek, ex tennista polacco
- 1981 - Dudley Campbell, ex calciatore inglese
- 1981 - Sergio Floccari, dirigente sportivo e ex calciatore italiano
- 1981 - Jung Chang-yong, schermidore sudcoreano
- 1981 - Lu Feng, ex calciatore cinese
- 1981 - Marcel Augusto Ortolan, ex calciatore brasiliano
- 1981 - Leonardo Talamonti, ex calciatore argentino
- 1981 - Gibril Wilson, ex giocatore di football americano sierraleonese
- 1982 - Adriano Pimenta, ex calciatore brasiliano
- 1982 - Luca Bonifazi, ex calciatore sammarinese
- 1982 - Maksim Čudov, ex biatleta russo
- 1982 - Sibylla Deen, attrice australiana
- 1982 - Peter Fill, allenatore di sci alpino e ex sciatore alpino italiano
- 1982 - Anne Hathaway, attrice statunitense
- 1982 - Mikele Leigertwood, allenatore di calcio e ex calciatore antiguo-barbudano
- 1982 - Óscar González Marcos, ex calciatore spagnolo
- 1982 - Radu Petrescu, arbitro di calcio rumeno
- 1982 - Romain Sartre, ex calciatore francese
- 1982 - Aleksandr Sergeevič Serov, dirigente sportivo, ex pistard e ciclista su strada russo
- 1982 - Thiago Silva, artista marziale misto brasiliano
- 1982 - Gintarė Volungevičiūtė, velista lituana
- 1982 - Wu Hui-ju, ex arciera taiwanese
- 1983 - Paul Alo'o Efoulou, ex calciatore camerunese
- 1983 - Kate Bell, attrice australiana
- 1983 - Carlton Cole, ex calciatore inglese
- 1983 - Alfonso De Lucia, dirigente sportivo, ex calciatore e allenatore di calcio italiano
- 1983 - Nima Fakhrara, compositore iraniano
- 1983 - Willis Forko, calciatore liberiano († 2021)
- 1983 - Rrahman Hallaçi, ex calciatore albanese
- 1983 - Steve Huffman, imprenditore, dirigente d'azienda e attivista statunitense
- 1983 - Charlie Morton, giocatore di baseball statunitense
- 1983 - Matt Ryan, ex hockeista su ghiaccio canadese
- 1983 - Rosanna Scopelliti, politica italiana
- 1983 - Angelo da Costa, ex calciatore brasiliano
- 1984 - Sepp De Roover, ex calciatore belga
- 1984 - Tomáš Josl, ex calciatore ceco
- 1984 - Francesco Magnanelli, allenatore di calcio e ex calciatore italiano
- 1984 - Jorge Masvidal, ex artista marziale misto statunitense
- 1984 - Martijn Monteyne, ex calciatore belga
- 1984 - Omarion, cantante, attore e ballerino statunitense
- 1984 - Park Sandara, cantante, attrice e conduttrice televisiva sudcoreana
- 1984 - Ángela Pumariega, velista spagnola
- 1984 - Michael Ryderstedt, ex tennista svedese
- 1984 - Charles Takyi, ex calciatore ghanese
- 1984 - Aya Terakawa, ex nuotatrice giapponese
- 1984 - Grace Verbeke, dirigente sportiva e ex ciclista su strada belga
- 1984 - Yan Zi, tennista cinese
- 1984 - Zelão, ex calciatore brasiliano
- 1985 - Ben Aldridge, attore britannico
- 1985 - Chante Black, ex cestista statunitense
- 1985 - Loanny Cartaya, ex calciatore cubano
- 1985 - Jordão Diogo, ex calciatore portoghese
- 1985 - Adlène Guedioura, allenatore di calcio e ex calciatore francese
- 1985 - Ingi Højsted, ex calciatore faroese
- 1985 - Bojan Marković, ex calciatore bosniaco
- 1985 - Innocent Mdledle, ex calciatore sudafricano
- 1985 - Lionel Ravi, calciatore francese
- 1986 - Ignazio Abate, allenatore di calcio e ex calciatore italiano
- 1986 - Sheyla Fariña, attrice, doppiatrice e modella spagnola
- 1986 - Vasco Fernandes, calciatore portoghese
- 1986 - Gong Jinjie, ex pistard cinese
- 1986 - Yoann Offredo, ex ciclista su strada francese
- 1986 - Nedum Onuoha, ex calciatore inglese
- 1986 - Antonín Rosa, calciatore ceco
- 1986 - Rob Ruijgh, ex ciclista su strada olandese
- 1986 - Thomas Stewart, calciatore nordirlandese
- 1986 - Vania Valbusa, politica italiana
- 1986 - Evan Yo, cantante, compositore e musicista taiwanese
- 1986 - Elizeu Zaleski dos Santos, artista marziale misto brasiliano
- 1986 - Amândio Felipe da Costa, calciatore angolano
- 1987 - Giovanni Anzaldo, attore, regista e sceneggiatore italiano
- 1987 - Juan José Ballesta, attore spagnolo
- 1987 - Kindra Carlson, pallavolista statunitense
- 1987 - Jason Day, golfista australiano
- 1987 - Douglas Vieira, calciatore brasiliano
- 1987 - Kyndall Dykes, cestista statunitense
- 1987 - Kim Dong-hyun, bobbista sudcoreano
- 1987 - Joël Kitenge, ex calciatore congolese (Repubblica Democratica del Congo)
- 1987 - Kengo Kōra, attore giapponese
- 1987 - Scotty Lago, ex snowboarder statunitense
- 1987 - Mike Leake, giocatore di baseball statunitense
- 1987 - Benjamin Loeb, direttore della fotografia norvegese
- 1987 - Sabel Moffett, pallavolista statunitense
- 1987 - Anna Rudolf, scacchista ungherese
- 1987 - Anders Vistisen, politico danese
- 1988 - Robert Arnold, ex cestista statunitense
- 1988 - Joe Banyard, giocatore di football americano statunitense
- 1988 - Alistair Brammer, attore e cantante inglese
- 1988 - Jantel Lavender, cestista statunitense
- 1988 - Alex Montgomery, ex cestista statunitense
- 1988 - Benjamin Moukandjo, ex calciatore camerunese
- 1988 - Róbert Pich, calciatore slovacco
- 1988 - Yuke Songpaisan, attore televisivo thailandese
- 1988 - Lize Spit, scrittrice e giornalista belga
- 1988 - Russell Westbrook, cestista statunitense
- 1989 - Raymond Ablack, attore canadese
- 1989 - Waleed Bakshween, calciatore saudita
- 1989 - Ariel Behar, tennista uruguaiano
- 1989 - Jana Bieger, ex ginnasta statunitense
- 1989 - Courtney Clements, ex cestista statunitense
- 1989 - Jessy Dubai, attrice pornografica messicana
- 1989 - Prajnesh Gunneswaran, ex tennista indiano
- 1989 - Hiroshi Kiyotake, calciatore giapponese
- 1989 - Pufuleti, rapper italiano
- 1989 - Athanasios Ntinas, ex calciatore greco
- 1989 - Enrico Pepe, calciatore italiano
- 1989 - Nikola Prelčec, calciatore croato
- 1989 - Philipp Riese, allenatore di calcio e ex calciatore tedesco
- 1989 - Kendall Wright, giocatore di football americano statunitense
- 1990 - Carlos Alvarez, ex calciatore statunitense
- 1990 - Andri Rúnar Bjarnason, calciatore islandese
- 1990 - Michael Calfan, disc jockey francese
- 1990 - Toby Faletau, rugbista a 15 britannico
- 1990 - Adrianna Franch, calciatrice statunitense
- 1990 - Adnan Haidar, calciatore libanese
- 1990 - Stokely Hathaway, wrestler statunitense
- 1990 - Florent Manaudou, nuotatore francese
- 1990 - Hook N Sling, produttore discografico e cantautore australiano
- 1990 - Chloe Mann, pallavolista statunitense
- 1990 - Veronica Maurizzi, karateka italiana
- 1990 - James McCarthy, calciatore scozzese
- 1990 - Cameron Moore, cestista statunitense († 2016)
- 1990 - Marcell Ozuna, giocatore di baseball dominicano
- 1990 - Nicola Rigoni, ex calciatore italiano
- 1990 - Ben Sangaré, calciatore francese
- 1990 - Harmeet Singh, ex calciatore norvegese
- 1990 - Halifa Soulé, calciatore francese
- 1990 - Siim-Sander Vene, cestista estone
- 1991 - Ollie Barbieri, attore britannico
- 1991 - Azer Bušuladžić, calciatore bosniaco
- 1991 - Larry Horaeb, calciatore namibiano
- 1991 - Allen Hurns, giocatore di football americano statunitense
- 1991 - Roberto Inglese, calciatore italiano
- 1991 - Fernando Madrigal, calciatore messicano
- 1991 - Pan Cheng-tsung, golfista taiwanese
- 1991 - Bayu Gatra Sanggiawan, calciatore indonesiano
- 1991 - Cairo Santos, giocatore di football americano brasiliano
- 1991 - Petr Schwarz, calciatore ceco
- 1991 - Roberto Skyers, velocista cubano
- 1991 - Tatenda Tsumba, velocista zimbabwese
- 1991 - Gijs Van Hoecke, pistard e ciclista su strada belga
- 1992 - Yuber Asprilla, calciatore colombiano
- 1992 - Dražen Bagarić, calciatore austriaco
- 1992 - Dāvis Bertāns, cestista lettone
- 1992 - Henk Bos, ex calciatore olandese
- 1992 - Trey Burke, cestista statunitense
- 1992 - Natasha Cockram, mezzofondista e maratoneta britannica
- 1992 - Oumar Diop, ex calciatore guineano
- 1992 - Alessandro Gentile, cestista italiano
- 1992 - Kye Song-hyok, calciatore nordcoreano
- 1992 - Adam Larsson, hockeista su ghiaccio svedese
- 1992 - Chikeluba Ofoedu, calciatore nigeriano
- 1992 - Om Chol-song, calciatore nordcoreano
- 1992 - Jenna Sativa, attrice pornografica e regista statunitense
- 1992 - Pavla Vincourová, pallavolista ceca
- 1993 - Mus'ab Al-Batat, calciatore palestinese
- 1993 - Mackensie Alexander, giocatore di football americano statunitense
- 1993 - Lovro Bizjak, calciatore sloveno
- 1993 - Adán Gurdiel, calciatore spagnolo
- 1993 - Giacomo Lanzoni, pallanuotista italiano
- 1993 - Limbikani Mzava, calciatore malawiano
- 1993 - Monday Samuel, calciatore nigeriano
- 1993 - Luguelín Santos, velocista dominicano
- 1993 - Suttinut Uengtrakul, attore thailandese
- 1993 - James Wilby, nuotatore britannico
- 1993 - Tim Williams, giocatore di football americano statunitense
- 1994 - Óscar Cabedo, ciclista su strada spagnolo
- 1994 - Guillaume Cizeron, ex danzatore su ghiaccio francese
- 1994 - Janet Devlin, cantante britannica
- 1994 - Marc Fournier, ex ciclista su strada francese
- 1994 - Tanner Hudson, giocatore di football americano statunitense
- 1994 - Kaleen, ballerina, coreografa e cantante austriaca
- 1994 - Samuel Piette, calciatore canadese
- 1994 - Jana Sizikova, tennista russa
- 1995 - Philipp Aschenwald, saltatore con gli sci austriaco
- 1995 - Kun Bi, velista cinese
- 1995 - Hlib Buchal, calciatore ucraino
- 1995 - Madelen Janogy, calciatrice svedese
- 1995 - Didier Kougbenya, ex calciatore togolese
- 1995 - Ben Lammers, cestista statunitense
- 1995 - Thomas Lemar, calciatore francese
- 1995 - Hassan Martin, cestista statunitense
- 1995 - Davina Michelle, cantante olandese
- 1995 - Kelsey Mitchell, cestista statunitense
- 1995 - Juan Muñoz, calciatore spagnolo
- 1995 - Parveen Rana, lottatore indiano
- 1995 - Jasse Tuominen, calciatore finlandese
- 1996 - Victorien Adebayor, calciatore nigerino
- 1996 - Vincenzo Albanese, ciclista su strada italiano
- 1996 - Oulaya Amamra, attrice francese
- 1996 - Francisco Arancibia Silva, calciatore cileno
- 1996 - Austin Bryant, giocatore di football americano statunitense
- 1996 - Olin Carter, cestista statunitense
- 1996 - Alexis De Sart, calciatore belga
- 1996 - Sérgio Conceição, calciatore portoghese
- 1996 - Ferrant Font, hockeista su pista spagnolo
- 1996 - Rashawn Fredericks, ex cestista americo-verginiano
- 1996 - Johannes Frey, judoka tedesco
- 1996 - Matěj Helešic, calciatore ceco
- 1996 - Nyheim Hines, giocatore di football americano statunitense
- 1996 - Hwang Taek-eui, pallavolista sudcoreano
- 1996 - De'Riante Jenkins, cestista statunitense
- 1996 - Georgie Kelly, calciatore irlandese
- 1996 - Yann Matias, calciatore lussemburghese
- 1996 - Scott McKenna, calciatore scozzese
- 1996 - Parīs Psaltīs, calciatore cipriota
- 1996 - Reese Stalder, tennista statunitense
- 1996 - Tommy Townsend, giocatore di football americano statunitense
- 1997 - Tajuan Agee, cestista statunitense
- 1997 - Boris Babic, calciatore svizzero
- 1997 - Robson Bambu, calciatore brasiliano
- 1997 - Tom Baumgart, calciatore tedesco
- 1997 - Nadia Delago, sciatrice alpina italiana
- 1997 - Josué Homawoo, calciatore togolese
- 1997 - Ismaël Kandouss, calciatore marocchino
- 1997 - Dexter Lawrence, giocatore di football americano statunitense
- 1997 - Julie Marichaud, calciatrice francese
- 1997 - Elena Pisani, calciatrice italiana
- 1997 - Lea Schüller, calciatrice tedesca
- 1997 - Demelza Wall, canoista australiana
- 1998 - Marco Bezzecchi, pilota motociclistico italiano
- 1998 - Terrell Burgess, giocatore di football americano statunitense
- 1998 - Liston Colaco, calciatore indiano
- 1998 - Jacky Donkor, calciatore belga
- 1998 - Marco Farfan, calciatore statunitense
- 1998 - Harrison Hand, giocatore di football americano statunitense
- 1998 - Jája Silva, calciatore brasiliano
- 1998 - Jules Koundé, calciatore francese
- 1998 - Alireza Nejati, lottatore iraniano
- 1998 - Omar Rudberg, cantante e attore venezuelano
- 1998 - Nina Schultz, multiplista canadese
- 1998 - Fanny Stollár, tennista ungherese
- 1998 - Enock Walusimbi, calciatore ugandese
- 1999 - Francesco Akira, wrestler italiano
- 1999 - Alfons Amade, calciatore tedesco
- 1999 - Aboubacar Doumbia, calciatore ivoriano
- 1999 - Boglárka Dévai, ginnasta ungherese
- 1999 - Novica Eraković, calciatore montenegrino
- 1999 - Au'Diese Toney, cestista statunitense
- 1999 - Patrizia van der Weken, velocista lussemburghese
- 2000 - Laura Calgani, attrice e modella italiana
- 2000 - Saïd Hamulić, calciatore olandese
- 2000 - Angelina Köhler, nuotatrice tedesca
- 2000 - Jamil Muhammad, calciatore nigeriano
- 2000 - Ilounga Pata, calciatore olandese

## XXI secolo(25)
- 2001 - Isabella Bozicevic, tennista australiana
- 2001 - Raffey Cassidy, attrice britannica
- 2001 - Rodrigo López Quiñones, calciatore messicano
- 2001 - Huw Nightingale, snowboarder britannico
- 2001 - Vincent Pichel, calciatore olandese
- 2002 - Algassime Bah, calciatore guineano
- 2002 - Paolo Banchero, cestista statunitense
- 2002 - Joel Mugisha Mvuka, calciatore norvegese
- 2002 - Josh Mulligan, calciatore scozzese
- 2002 - Thibau Nys, ciclocrossista e ciclista su strada belga
- 2002 - Finlay Robertson, calciatore scozzese
- 2002 - Sheyko Studer, calciatore argentino
- 2002 - Tino Livramento, calciatore inglese
- 2002 - Vincent Wieser, sciatore alpino austriaco
- 2003 - Taïryk Arconte, calciatore francese
- 2003 - Shemar Stewart, giocatore di football americano statunitense
- 2004 - Anastasija Motak, ginnasta ucraina
- 2004 - Francesco Pizzi, pilota automobilistico italiano
- 2004 - Milou van Wijk, nuotatrice olandese
- 2005 - Andrei Borza, calciatore rumeno
- 2005 - Ximena Ortiz Montano, nuotatrice artistica messicana
- 2005 - Zhou Yaqin, ginnasta cinese
- 2006 - Pola Bełtowska, saltatrice con gli sci polacca
- 2007 - Patrik Kristal, calciatore estone
- 2009 - Sara Shimizu, snowboarder statunitense